# Arcadi Alibés Riera
Arcadi Alibés Riera (L'Ametlla de Merola (Puigreig), Beradá, 1 de octubre de 1959) es 
un periodista deportivo español. Es hermano de la desaparecida escritora Maria Dolores Alibés i Riera.
Alibés, que estudió en la universidad, a la vez que trabajaba, se licenció en Periodismo en la Universidad Autónoma de Barcelona. Sus especialidades, como periodista, están relacionadas con el ciclismo y el atletismo. A comienzos de su carrera profesional trabajó en El Noticiero Universal (1978-1979) y Sport (1979-1983), y colaboró en publicaciones como Don Balón y Tot Barça. También formó parte de la primera redacción de deportes de Catalunya Ràdio. Desde 1984, en que se incorporó a Televisión de Cataluña ha trabajado, como presentador, en varios programas de televisión y, especialmente, de telediario. Ha cubierto para Tv3 quince ediciones del Tour de Francia, y durante 20 años fue el speaker de la Vuelta Ciclista a Cataluña. También, durante muchos años, fue el encargado de las conexiones desde la Fuente de Canaletas de la Rambla cuando el F. C. Barcelona conseguía ganar un título.
Además de su vertiente profesional como periodista, Alibés es un corredor experimentado de cursas de fondo y ha completado 152 maratones. Esta experiencia ha sido trasladada por escrito a sus libros, el primero de los cuales, Córrer per ser feliç, fue publicado el 2010. Alibés, también ha sido el primer atleta del mundo a completar todos los maratones de las ciudades olímpicas. Su mejor marca en maratón es de 2:53:06, hecho en Sevilla el 1994.

## Obras publicadas
- Córrer per ser feliç : 42 motius i 195 raons per ser maratonià. Ara Llibres. 2010. ISBN 9788492907540.
- Les Petjades dels herois : de l'èpica de les maratons a la febre de córrer. Ara Llibres. 2010. ISBN 9788415224389.
- 100 motius per córrer : l'esport més senzill, més barat i en que no hi ha mai perdedors. Cossetània. 2014. ISBN 9788490342091.
- La Volta al món en 80 maratons. Cossetània. 2017. ISBN 9788490345757.